# Lijst van materieel van de Nederlandse landmacht
Deze lijst van materieel van de Nederlandse landmacht geeft een overzicht van typen, aantallen hoofduitrustingsstukken en details van het materieel dat in gebruik is binnen de Koninklijke Landmacht. Gebruikte afkortingen: kN (kilonewton), MLC (Military Load Classification), CBRN (Chemical, Biological, Radiological and Nuclear defense) en MLU (mid-life update).

## Voertuigen

### Gevechtsvoertuigen
| Naam                         | Herkomst            | Type                       | Aantal                       | Foto  | Opmerkingen |       |
| Tanks                        | Tanks               | Tanks                      | Tanks                        | Tanks | Tanks | Tanks |
| ---------------------------- | ------------------- | -------------------------- | ---------------------------- | ----- | --- | ----- |
| Leopard 2 A6M A2             | Duitsland           | Gevechtstank               | 18                           |       | - 18 exemplaren gemoderniseerd met Nederlandse communicatie- en informatiesystemen, dit maakt digitale communicatie met Nederlandse eenheden mogelijk. De tanks zijn ondergebracht in het Duits-Nederlandse 414 Tankbataljon (Duits: 414 Panzerbataillon), dat onderdeel is van 43 Gemechaniseerde Brigade. |       |
| Leopard 2A8                  | Duitsland           | Gevechtstank               | 46 + 6 (geplande bestelling) |       | - In de Defensienota 2024, gepresenteerd in september 2024, kondigt het ministerie van Defensie de heroprichting van een Nederlands tankbataljon aan. Het bataljon zal gaan bestaan uit 46 Leopard 2A8-gevechtsanks, met een optie voor nog eens 6 tanks. De tanks zullen worden aangevuld met een nog te bepalen aantal onbemande voertuigen. De bestelling zal worden gedaan in nauwe samenwerking met Duitsland. |       |
| Infanteriegevechtsvoertuigen |                     |                            |                              |       | |       |
| CV9035NL MLU                 | Zweden              | Infanteriegevechtsvoertuig | 128                          |       | - Vanaf 2008 zijn er 193 exemplaren aangeschaft in drie varianten: pantserrupsinfanterie (150x), pantserrupscommando (34x) en lesvoertuigen (9x). In 2014 zijn er in kader van bezuinigingen 44 exemplaren verkocht aan Estland en nog eens 44 exemplaren in reserve of opleidingspoule gestald. - MLU van 122 gevechtsvoertuigen en 6 lesvoertuigen vindt plaats vanaf 2021. Uitlevering van de eerste MLU-voertuigen begint in 2024 en is afgerond in 2026. - Op 11 juni 2024 maakte Defensie bekend dat zo'n 15 CV90's uit de logistieke reserve worden uitgerust met het 120mm-mortiersysteem Mjölner van BAE Systems Hägglunds. |       |
| Boxer RCT30                  | Duitsland Nederland | Infanteriegevechtsvoertuig | 72 (geplande bestelling)     |       | - In de Defensienota 2024, gepresenteerd in september 2024, kondigt het ministerie van Defensie plannen om de vuurkracht van 13 Lichte Brigade te versterken door de aanschaf van Boxers met een snelvuurkanon en antitankmiddelen. Op 24 september 2024 heeft staatssecretaris van Defensie Gijs Tuinman de geplande aanschaf van 72 extra Boxers, voorzien van een RCT30 missie module aangekondigd. - De Boxer RCT30 is voorzien van een 30mm-snelvuurkanon en een lanceerinrichting voor de Spike LR2-antitankraket. De aanschaf zal gezamenlijk met Duitsland worden gedaan. |       |
| Pantserwielvoertuigen        |                     |                            |                              |       | |       |
| Boxer MRAV                   | Duitsland Nederland | Pantserinfanterievoertuig  | 236                          |       | - Duits-Nederlands pantserwielvoertuig dat wordt geproduceerd door ARTEC (joint venture van Krauss-Maffei Wegmann en Rheinmetall). Sinds 2014 zijn initieel 200 exemplaren operationeel geworden in vijf uitvoeringen: commandopost (35x), genie (92x), ambulance (53x), transport (12x) en rijles (8x). - Defensie verwerft 41 extra Boxer pantserwielvoertuigen als gevolg van de versterkingsmaatregelen uit de Defensienota 2022, waaronder voor de vuursteun en de ondersteuning 414 Tankbataljon, evenals vervanging van vijf onherstelbaar beschadigde Boxers. Hiermee komt de totale sterkte op 236 voertuigen. - Als onderdeel van het project Joint Electronic Attack worden op termijn nog 10 extra nieuwe Boxers verworven, deze stromen naar verwachting vanaf 2027 binnen. |       |
| Bushmaster                   | Australië           | Pantserinfanterievoertuig  | 102                          |       | - Vanaf 2006 verschillende varianten aangeschaft, in de varianten commandovoering, logistiek, genie, EOD, elektronische oorlogvoering, en gewondentransport. 15 voertuigen ondergebracht in een centrale pool voor internationale inzet onder gezag van de Commandant der Strijdkrachten. - Tussen 2024 en 2027 ondergaan de Bushmasters een midlife update, een aantal voertuigen wordt uitgerust met een Mobile Camouflage System. |       |
| Manticore                    | Italië              | Pantserwagen               | >1.300                       |       | - Contract ondertekend in december 2019, inclusief aanschaf van 130 Remote Controlled Weapon Stations (RCWS), krijgsmachtbreed initieel 1185 nieuwe voertuigen ter vervanging van Mercedes-Benz 290GD, Land Rover en YPR-765. - Landmacht ontvangt de varianten hardtop (HT), softtop (ST), pick-up (PU) en casualty transport (CAST) in verschillende subvarianten. Circa 100 extra voertuigen besteld als gevolg van de Defensienota 2022. Uitlevering sinds eind 2023, lopend tot 2028. |       |
| Fuchs                        | Duitsland           | Pantserinfanterievoertuig  | 16                           |       | - 9 EOV-variant, 6 CBRN-varianten en 1 rijschool-variant. - CBRN-variant wordt vervangen door 18 nieuwe systemen. - Contract voor vervanging Electronic Support Measures (ESM)-capaciteit ondertekend in 2021 met Hensoldt. De Electronic Attack (EA)-capaciteit stroomt binnen tussen 2027 en 2029, op basis van Boxer-pantserwielvoertuigen, met het project Boxer Knifefish in samenwerking met Duitsland. |       |
| Fennek                       | Duitsland Nederland | Verkenningsvoertuig        | 345                          |       | - Oorspronkelijk 365 gepantserde lichte verkenningsvoertuigen aangeschaft in verschillende varianten. 144 Fennek LVB (licht verkennings- en bewakingvoertuig), 45 VWWRN (voorwaartse waarnemer), 8 TACP (Tactical Aircontrol Party), 63 AD (algemene dienst), 39 Fennek MR (mortier), 48 MRAT (Medium Range Anti Tank) en 18 SWP (Stinger Weapon Platform). - Sinds 2021 ondergaan 325 van de oorspronkelijke 365 exemplaren een midlife update. 18 voertuigen (de Stinger-uitvoering) worden niet meegenomen in de MLU, maar blijven wel in dienst. Na de MLU zijn er dus nog 345 in gebruik. 44 AD (algemene dienst), 36 AD Mortier, 4 AD VCP (voorwaartse commandopost), 46 LRAT (longe range antitank), 138 LVB (licht verkennings- en bewakingsvoertuig), 47 FST (fire support team), 10 DTV (driver training vehicle), 18 SWP (Stinger weapon platform) en 2 OLM (onderwijs leermiddel, niet operationeel inzetbaar). |       |
| Lichte tactische voertuigen  |                     |                            |                              |       | |       |
| Defenture VECTOR             | Nederland           | Terreinvoertuig            | 116                          |       | - Terreinwagen die specifiek is ontwikkeld voor het Korps Commandotroepen. Zijn ondergebracht in NLD SOCOM-pool waardoor ook NLMARSOF van de voertuigen gebruik kan maken. - 19 december 2022 het contract getekend voor 41 extra voertuigen. Deze zullen ten behoeve van de SOF Support-taak dienst gaan doen bij het 12 Rangerbataljon van 11 Luchtmobiele Brigade. |       |
| Rheinmetall Caracal          | Duitsland Nederland | Terreinvoertuig            | 504                          |       | - 504 voertuigen besteld als onderdeel van het project Airborne Vehicle voor 11 Luchtmobiele Brigade in samenwerking met de Duitse Division Schnelle Kräfte. De keuze volgt na een gefaalde aanbesteding met Mercedes-Benz, dat geen passend ontwerp kon aanleveren waarna het contract werd ontbonden door Defensie. - De eerste leveringen staan gepland voor 2025. De voertuigen worden geassembleerd bij Rheinmetall Nederland in Ede en bij VDL Groep in Eindhoven. |       |
| Mercedes Benz G280 CDI       | Duitsland           | Terreinvoertuig            | 140                          |       | - Oorspronkelijk aangeschaft voor Korps Commandotroepen en voor Korps Mariniers. Door verwerving van DMV Anaconda 4x4 bij Korps Mariniers, verwerving VECTOR bij KCT en hoge operationele druk zijn alle 140 voertuigen overgedragen aan reguliere gevechtseenheden van de Koninklijke Landmacht. - De G280's zijn in gebruik bij 13 Lichte Brigade en 11 Luchtmobiele Brigade. |       |
| Oshkosh JLTV                 | USA                 | Patrouillevoertuig         | 150                          |       | - Contract wordt officieel in juni 2025 getekend |       |

### Artillerie en luchtverdediging
| Naam                                 | Herkomst            | Type                                                   | Aantal             | Foto            | Opmerkingen |                 |
| Raketartillerie                      | Raketartillerie     | Raketartillerie                                        | Raketartillerie    | Raketartillerie | Raketartillerie | Raketartillerie |
| ------------------------------------ | ------------------- | ------------------------------------------------------ | ------------------ | --------------- | --- | --------------- |
| PULS                                 | Israël              | Raketartillerie                                        | 20                 |                 | - Op 3 april 2023 maakte Defensie de aankoop van 20 PULS-raketartilleriesystemen wereldkundig. De 20 systemen worden verdeeld over twee operationele batterijen met elk acht lanceersystemen, en vier lanceersystemen voor opleidingsdoeleinden en reserve. De eerste systemen zijn in 2024 ingestroomd, de leveringen zijn naar verwachting in 2026 afgerond. |                 |
| Houwitsers                           |                     |                                                        |                    |                 | |                 |
| PzH2000NL                            | Duitsland           | Pantserhouwitser                                       | 49                 |                 | - Oorspronkelijk 57 Pzh2000NL aangeschaft. Wegens bezuinigingen werd een groot aantal in materieelreserve geplaatst en waren slechts 18 exemplaren operationeel. In 2021 werden 6 extra exemplaren operationeel in navolging van de (her)oprichting van 41 Afdeling Artillerie in 2019. 24 exemplaren operationeel (twee batterijen met elk 9 PzH's, en één batterij met 6 PzH's) operationeel, 6 voor opleiding en overige 27 in materieelreserve. Sinds 2018 zijn de PzH's uitgerust met 155mm Excalibur PGM-precisiemunitie. In 2022 werden 8 PzH2000NL's gedoneerd aan Oekraïne. - In de Defensienota 2022 is aangekondigd dat ook de Pantserhouwitsers uit de materieelreserve in gebruik worden genomen, in totaal ondergaan 45 PzH2000NL's een midlife update. |                 |
| Mortieren                            |                     |                                                        |                    |                 | |                 |
| Hirtenberger M6 C-640 Mk.1           | Oostenrijk          | 60mm-mortier                                           | 155                |                 | Vanaf 2017 zijn 155 nieuwe Hirtenberger 60mm-mortieren aan de operationele eenheden uitgeleverd. |                 |
| Hirtenberger M8 R-1365               | Oostenrijk          | 81mm-mortier                                           | 122                |                 | Vanaf 2023 worden de verouderde L16 81mm-mortieren vervangen door 122 nieuwe mortieren van Hirtenberger. |                 |
| Royal Ordnance L16                   | Verenigd Koninkrijk | 81mm-mortier                                           | 63                 |                 | De L16 81mm-mortieren worden vanaf 2023 vervangen door 122 nieuwe 81mm-mortieren, waarvan 39 zullen worden uitgerust met een automatische richtinstallatie. |                 |
| TDA Armemants MO-120 R.T.            | Frankrijk           | 120mm-mortier                                          | 22                 |                 | De TDA 120mm-mortieren worden vervangen door 20 nieuwe 120-mortieren en vier vuureenheden met Loitering Munition. |                 |
| CV90 Mjölner                         | Zweden              | 120mm-mortier                                          | 15 (in bestelling) |                 | - Op 11 juni 2024 maakte Defensie bekend dat zo'n 15 CV90's uit de logistieke reserve worden uitgerust met het 120mm-mortiersysteem Mjölner van BAE Systems Hägglunds. - De systemen stromen in vanaf 2028. |                 |
| Radars                               |                     |                                                        |                    |                 | |                 |
| Thales Nederland Multi Mission Radar | Nederland           | Mobiel radarsysteem                                    | 26                 |                 | - Initieel 9 besteld, bestelling uitgebreid met 9 extra systemen. Zal gebruikt worden bij het VuursteunCommando en het Defensie Grondgebonden Luchtverdedigingscommando voor artillerieondersteuning, luchtruimsurveillance enluchtverdediging. De radar kan o.a. binnenkomende raket- en artilleriemunitie en onbemande vliegende systemen detecteren. - Als gevolg van het project vervanging MRAD en SHORAD worden nog eens 8 MMR's besteld bij Thales Nederland |                 |
| TRML                                 | Duitsland           | Mobiel radarsysteem                                    | 5                  |                 | - In 2007 drie, en in 2009 twee TRML-3D/32 systemen geleverd voor integratie in het Army Ground-Based Air Defence (AGBADS). Binnen AGBADS worden de beelden van de verschillende radars samengevoegd waardoor een zogenoemd local air picture (LAP) ontstaat. De TRML-radar wordt vervoerd op een 10-tons MAN 8x8 SX2000-vrachtauto. |                 |
| Luchtverdedigingsystemen             |                     |                                                        |                    |                 | |                 |
| MIM-104 Patriot                      | Verenigde Staten    | Luchtafweersysteem voor middellange- tot lange-afstand | 4                  |                 | - 3 operationele vuureenheden met 6 lanceerinrichtingen met maximaal 4 PAC-2 en 16 PAC-3 raketten per sectie. Een vierde vuureenheid staat in reserve. - De systemen ondergingen tussen 2018 en 2022 een grondige modernisering, hiermee werd de levensduur tot 2040 verlengd. Als gevolg van de Defensienota 2022 ondergaan naast de oorspronkelijke 8, ook de overige 12 lanceerinrichtingen een upgrade. |                 |
| NASAMS II                            | Noorwegen           | Luchtafweersysteem voor middellange-afstand            | 2                  |                 | - AGBADS integreert Norwegian Advanced Surface-to-Air Missile System (NASAMS) en het Fennek Stinger Weapon Platform (SWP) in één overkoepelend communicatie- en commandovoeringssysteem. De 2 operationele NASAMS-vuureenheden bestaat elk uit 3 lanceerinrichtingen, met 6 AIM-120 AMRAAM-raketten per lanceerinrichting. Onderdeel van het Army Ground-Based Air Defence System (AGBADS). - In 2023 wordt de vervanger van het NASAMS geselecteerd. |                 |
| Fennek SWP                           | Verenigde Staten    | Luchtafweersysteem voor korte-afstand                  | 18                 |                 | - AGBADS integreert Norwegian Advanced Surface-to-Air Missile System (NASAMS) en het Fennek Stinger Weapon Platform (SWP) in één overkoepelend communicatie- en commandovoeringssysteem. 18 Fennek-pantserwagens die elk zijn uitgerust met 2 lanceerinrichtingen. De Fennek SWP kan in totaal vier Stinger-luchtdoelraketten kunnen afvuren. |                 |
| FIM-92 Stinger                       | Verenigde Staten    | Manpads                                                | –                  |                 | - Stinger Manpad-peloton opgericht in oktober 2020, ondergebracht bij de 13 Luchtverdedigingsbatterij van het Defensie Grondgebonden Luchtverdedigingscommando (DGLC). Er wordt een extra Manpad-eenheid opgericht ter ondersteuning van het Korps Mariniers en het nog op te richten Rapid Reaction Command. - Stingers worden gemoderniseerd in multionationaal verband, onbekend aantal gedoneerd aan Oekraïne. |                 |

### Genievoertuigen
| Naam                                                              | Herkomst               | Type                   | Aantal                 | Foto                   | Opmerkingen |                        |
| Pantsergenievoertuigen                                            | Pantsergenievoertuigen | Pantsergenievoertuigen | Pantsergenievoertuigen | Pantsergenievoertuigen | Pantsergenievoertuigen | Pantsergenievoertuigen |
| ----------------------------------------------------------------- | ---------------------- | ---------------------- | ---------------------- | ---------------------- | --- | ---------------------- |
| Leopard 2 "Leguaan"                                               | Duitsland              | Brugleggende tank      | 8                      |                        | 8 Leopard 2A4-brugleggende tanks (Leguaan), maximaal MLC-80, aangekocht ter vervanging van de Leopard 1-brugleggende tanks en de 4 MLC-70 brugleggers. Laatste systeem ingestroomd in 2021. |                        |
| Leopard 2 "Kodiak"                                                | Duitsland              | Geniedoorbraaksysteem  | 10                     |                        | Sinds mei 2018 volledig operationeel. |                        |
| Overige genievoertuigen                                           |                        |                        |                        |                        | |                        |
| Scania XT "Gryphus" 8×8 High Operational Dumper 100kN (10-tonner) | Zweden Nederland       | Kiepwagen              | 41                     |                        | - 41 Gryphus-kiepwagens voor 101 Geniebataljon en de genie-eenheden van de brigades. - Kiepauto met vaste bak met een inhoud van minimaal 12 m³ en minimale transportcapaciteit van 18 ton. |                        |
| Caterpillar 930M                                                  | Verenigde Staten       | Wiellader              | 43                     |                        | In januari 2022 het contract ondertekend voor de levering van 43 wielladers ter vervanging van de Werklust-bouwmachines. Uitlevering naar verwachting in eind 2022. |                        |
| Caterpillar D6T                                                   | Verenigde Staten       | Bulldozer              | 8                      |                        | Vanaf september 2020 zijn 8 nieuwe rupsdozers ingestroomd bij de genie. |                        |
| MLC-70 wegenmatsysteem                                            | Duitsland              | Wegbouwsysteem         | 10                     |                        | - MAN SX 2000-vrachtwagen uitgerust met een KMW-systeem voor het gebruik van oprolbare stalen of kunststoffen matten die gebruikt worden als tijdelijke wegenmat (maximaal draagvermogen MLC-70 of 650 kN) voor het transport van voertuigen. Het systeem is in gebruik bij de genietroepen. - Op 11 december 2023 is het contract getekend voor 10 nieuwe MLC-80-wegenmatsystemen van FAUN Trackway die de huidige wegenmatsystemen van KMW uit 1999 vervangen.                      |                        |
| MLC-80 wegenmatsysteem                                            | Verenigd Koninkrijk    | Wegbouwsysteem         | 10                     |                        | - Eerste systemen binnengekomen in november 2024. - 10 nieuwe MLC-80-wegenmatsystemen van FAUN Trackway die de huidige wegenmatsystemen van KMW uit 1999 vervangen. Het nieuwe systeem bestaat uit een flatrack met daarop een op afstand te bedienen spoel met een aluminium wegenmat van 50 meter. Het systeem kan door elke militaire haakarmvrachtwagen worden geladen, de Scania WLS fungeert als tussenoplossing tot de nieuwe terreinvaardige Hook Lift Truck (HLT) instroomt. |                        |
| Liebherr LTM 1055-3.2 Middelzware Mobiele Kraan (MMK)             | Duitsland              | Hijskraan              | 8                      |                        | - 3-assige Middelzware Mobiele Kraan (MMK) in gebruik bij 101 Geniebataljon. Wordt onder andere gebruikt voor het tillen van de matten op het MLC-70/80 wegenmatsysteem. Vervanger van de verouderde Liebherr FKM-kranen. |                        |
| Liebherr G-LTM 10904.2 Zware Mobiele Kraan (ZMK)                  | Duitsland              | Hijskraan              | 4                      |                        | - 4-assige Zware Mobiele Kraan (ZMK) in gebruik bij 101 Geniebataljon. Vervanger van de verouderde Liebherr LTM-kranen. - Voorzien van een gepantserde cabine. |                        |
| Volvo EC220DL                                                     | Zweden                 | Rupsgraafmachine       | 7                      |                        | In 2018 7 nieuwe rupsgraafmachines uitgeleverd ter vervanging van verouderde grondverzetvoertuigen. |                        |

### Logistieke voertuigen
| Naam                                                        | Herkomst                       | Type                           | Aantal                         | Foto                           | Opmerkingen |                                |
| Herstel- en bergingsvoertuigen                              | Herstel- en bergingsvoertuigen | Herstel- en bergingsvoertuigen | Herstel- en bergingsvoertuigen | Herstel- en bergingsvoertuigen | Herstel- en bergingsvoertuigen | Herstel- en bergingsvoertuigen |
| ----------------------------------------------------------- | ------------------------------ | ------------------------------ | ------------------------------ | ------------------------------ | --- | ------------------------------ |
| Leopard 2 "Buffel"                                          | Duitsland                      | Bergingstank                   | 25                             |                                | - In mei 2019 contract getekend voor grondige modernisering van 4 van de 25 Buffel-bergingtanks. Vanaf december 2019 worden ook de overige 21 Buffel-bergingtanks per direct gemoderniseerd. Uitlevering van de gemoderniseerde voertuigen vindt plaats sinds 2022 en is volgens planning in 2027 afgerond. |                                |
| YPR-765 PRBDR                                               | Nederland                      | Pantserrupsvoertuig            | 60                             |                                | - Grotendeels uitgefaseerd binnen de landmacht. De YPR-765 PRBR (Pantser Rups Battle Damage Repair)-uitvoering is aangepast als voertuig voor diagnose en kleine reparaties bij uitval of storingen en is in gebruik bij 43 Gemechaniseerde Brigade. - In totaal zijn er 269 YPR-pantserrupsvoertuigen in verschillende varianten geleverd aan Oekraïne. |                                |
| DAF YBZ-3300                                                | Nederland                      | Bergingsvoertuig               | 90                             |                                | - Sinds begin jaren '90 in dienst, oorspronkelijk 255 geleverd. - Worden vervangen door 90 nieuwe bergingsvoertuigen binnen het project Defensiebrede Vervanging Wissellaadsystemen, Trekker-opleggercombinaties en Wielbergingsvoertuigen (WTB). |                                |
| DAF YBB-95.480                                              | Nederland                      | Bergingsvoertuig               | 5                              |                                | - Zware takelwagen met gepantserde cabine ten behoeve van berging en het afslepen van wielvoertuigen. In dienst gekomen in het kader van optreden in hoog risico omgeving ten tijde van Task Force Uruzgan. - Worden vervangen door 90 nieuwe bergingsvoertuigen binnen het project Defensiebrede Vervanging Wissellaadsystemen, Trekker-opleggercombinaties en Wielbergingsvoertuigen (WTB). |                                |
| Tactische transportvoertuigen                               |                                |                                |                                |                                | |                                |
| Scania XT "Gryphus" 4×4 Low Operational 50 kN (5-tonner)    | Zweden Nederland               | Vrachtwagen                    | 3.065                          |                                | - DAF-vrachtwagens in de categorieën 50 kN, 100 kN en 150 kN worden sinds 2019 krijgsmachtbreed vervangen door 3.065 nieuwe Scania XT Gryphus-vrachtwagens. 810 extra voertuigen besteld in eind 2019, hiermee komt het totale aantal op circa 2847. Middels opties in het contract werden uiteindelijk 3.065 voertuigen besteld, de laatste Gryphus werd in april 2024 afgeleverd. Ook werden enkele honderden pantsercabines geleverd. - Het grootste deel van de voertuigen is ondergebracht bij de Koninklijke Landmacht. |                                |
| Scania XT "Gryphus" 6×6 Low Operational 100 kN (10-tonner)  | Zweden Nederland               | Vrachtwagen                    | 3.065                          |                                | - DAF-vrachtwagens in de categorieën 50 kN, 100 kN en 150 kN worden sinds 2019 krijgsmachtbreed vervangen door 3.065 nieuwe Scania XT Gryphus-vrachtwagens. 810 extra voertuigen besteld in eind 2019, hiermee komt het totale aantal op circa 2847. Middels opties in het contract werden uiteindelijk 3.065 voertuigen besteld, de laatste Gryphus werd in april 2024 afgeleverd. Ook werden enkele honderden pantsercabines geleverd. - Het grootste deel van de voertuigen is ondergebracht bij de Koninklijke Landmacht. |                                |
| Scania XT "Gryphus" 8×8 High Operational 100 kN (10-tonner) | Zweden Nederland               | Vrachtwagen                    | 3.065                          |                                | - DAF-vrachtwagens in de categorieën 50 kN, 100 kN en 150 kN worden sinds 2019 krijgsmachtbreed vervangen door 3.065 nieuwe Scania XT Gryphus-vrachtwagens. 810 extra voertuigen besteld in eind 2019, hiermee komt het totale aantal op circa 2847. Middels opties in het contract werden uiteindelijk 3.065 voertuigen besteld, de laatste Gryphus werd in april 2024 afgeleverd. Ook werden enkele honderden pantsercabines geleverd. - Het grootste deel van de voertuigen is ondergebracht bij de Koninklijke Landmacht. |                                |
| Scania XT "Gryphus" 6×6 Low Operational 150 kN (15-tonner)  | Zweden Nederland               | Trekker                        | 3.065                          |                                | - DAF-vrachtwagens in de categorieën 50 kN, 100 kN en 150 kN worden sinds 2019 krijgsmachtbreed vervangen door 3.065 nieuwe Scania XT Gryphus-vrachtwagens. 810 extra voertuigen besteld in eind 2019, hiermee komt het totale aantal op circa 2847. Middels opties in het contract werden uiteindelijk 3.065 voertuigen besteld, de laatste Gryphus werd in april 2024 afgeleverd. Ook werden enkele honderden pantsercabines geleverd. - Het grootste deel van de voertuigen is ondergebracht bij de Koninklijke Landmacht. |                                |
| DAF XF95 TropCo                                             | Nederland                      | Trekker-opleggercombinatie     | 104                            |                                | - Oorspronkelijk 112 trekker-opleggercombinaties (165 kN DAF XF-trekkers en 400 kN/650 kN Broshuis-opleggers) geleverd vanaf 2005. - Wordt vanaf 2024 vervangen door 100 nieuwe trekker-opleggercombinaties in drie hoofdvarianten. |                                |
| DAF YA-4440/4442 (4-tonner)                                 | Nederland                      | Vrachtwagen                    | —                              |                                | - De DAF 4-tonner wordt sinds 2019 gefaseerd vervangen door nieuwe 50kN en 100kN Scania Gryphus-vrachtwagens. |                                |
| DAF YA-2300 (10-tonner)                                     | Nederland                      | Vrachtwagen                    | —                              |                                | - De DAF 10-tonner wordt sinds 2019 gefaseerd vervangen door nieuwe 100kN Scania Gryphus-vrachtwagens. |                                |
| DAF YT-2300                                                 | Nederland                      | Trekker                        | —                              |                                | - De DAF YT-2300 trekker wordt sinds 2020 gefaseerd vervangen door nieuwe 150kN Scania Gryphus-trekkers. |                                |
| Scania WLS                                                  | Zweden                         | Wissellaadsysteem              | 515                            |                                | - In 2005 555 Scania-vrachtwagens 165 kN/Wissellaadsystemen en Aanhangwagens (WLS) geleverd. Onderhoudscontract verlengd tot 2026. - Worden vervangen door 588 nieuwe wissellaadsystemen binnen het project Defensiebrede Vervanging Wissellaadsystemen, Trekker-opleggercombinaties en Wielbergingsvoertuigen (WTB). |                                |
|                                                             |                                |                                |                                |                                | |                                |
| Non-tactische transportvoertuigen                           |                                |                                |                                |                                | |                                |
| DAF XG                                                      | Nederland                      | Trekker                        | 19                             |                                | - 19 DAF XG-vrachtwagens in gebruik genomen bij het Bevoorrading- en Transportcommando in maart 2024. |                                |
| Volvo FH                                                    | Zweden                         | Trekker                        | 10                             |                                | - 10 Volvo FH-trekkers geleverd aan het Bevoorrading- en Transportcommando in 2017. |                                |
| DAF CF85                                                    | Nederland                      | Trekker                        | 17                             |                                | - In februari 2021 DAF CF85-trekkers geleverd aan 210 Regionale Vervoerscompagnie van het Bevoorrading- en Transportcommando. De vrachtwagens worden gebruikt voor goederenvervoer in vredesomstandigheden. |                                |
| Iveco Stralis AS                                            | Italië                         | Vrachtwagen                    | 14                             |                                | - Sinds 2008 in dienst bij het Bevoorrading- en Transportcommando van het Operationeel Ondersteuningscommando Land. |                                |

### Overige voertuigen
| Naam                                | Herkomst            | Type                  | Aantal            | Foto              | Opmerkingen |                   |
| Terreinvoertuigen                   | Terreinvoertuigen   | Terreinvoertuigen     | Terreinvoertuigen | Terreinvoertuigen | Terreinvoertuigen | Terreinvoertuigen |
| ----------------------------------- | ------------------- | --------------------- | ----------------- | ----------------- | --- | ----------------- |
| Defenture MDQ                       | Nederland           | Quad                  | 274               |                   | Militaire dieselquad die specifiek is ontwikkeld voor de Nederlandse krijgsmacht. De gebruikersgroep bestaat uit het Korps Commandotroepen, het Korps Mariniers en de 11 Luchtmobiele Brigade. Het contract bevat een optie voor 120 additionele voertuigen, tot op heden zijn 274 voertuigen afgeroepen. De levering vindt naar verwachting plaats in 2023 en 2024. |                   |
| Luchtmobiel Speciaal Voertuig (LSV) | Frankrijk Nederland | Licht terreinvoertuig | 122               |                   | In gebruik bij 11 Luchtmobiele Brigade. Wordt vervangen door een nog te selecteren voertuig dat in samenwerking met Duitsland wordt verworven. |                   |
| Suzuki King Quad 750 AXI            | Japan               | Quad                  | 48                |                   | Gebruikt voor de hoge mate van mobiliteit, uitdagend terrein en toegankelijkheid voor lokale bewoners. Voor het eerst gebruikt ten tijde van de TF-55 uitzending, en later veelvuldig ingezet tijdens patrouilles in Mali. Kan wanneer nodig worden voorzien van een FN MAG machinegeweer aan de achterzijde.                                                        |                   |
| Mercedes Benz 290GD                 | Duitsland           | Terreinvoertuig       | 1700              |                   | 5 kN en deel 7,5 kN MB's zijn deels vervangen door 1527 Volkswagen Amaroks. Overige voertuigen worden vanaf 2023 vervangen door 1185 Iveco Manticores. |                   |
| Volkswagen Amarok                   | Duitsland           | Terreinvoertuig       | 1527              |                   | Krijgsmachtbrede vervanger van deel van de 5 kN en deel 7,5 kN Mercedes-Benz 290GD's. Alle bestelde voertuigen ontvangen in juni 2018. |                   |
| Motorfietsen                        |                     |                       |                   |                   | |                   |
| KTM 350 EXC-F                       | Oostenrijk          | Enduromotor           | 89                |                   | Vanaf 2020 zijn 89 nieuwe KTM 350 EXC-F motorfietsen geleverd aan de 11 Luchtmobiele Brigade, ter vervanging van de KTM LC-4's. |                   |
| KTM LC-4                            | Oostenrijk          | Enduromotor           | 104               |                   | 104 motorfietsen in gebruik bij 11 Luchtmobiele Brigade. |                   |

### Onbemande systemen
| Naam                          | Herkomst                      | Type                              | Aantal                        | Foto                          | Opmerkingen |                               |
| Onbemande verkenningssystemen | Onbemande verkenningssystemen | Onbemande verkenningssystemen     | Onbemande verkenningssystemen | Onbemande verkenningssystemen | Onbemande verkenningssystemen | Onbemande verkenningssystemen |
| ----------------------------- | ----------------------------- | --------------------------------- | ----------------------------- | ----------------------------- | --- | ----------------------------- |
| AeroVironment Puma            | Verenigde Staten              | Onbemand verkenningssysteem       | 12                            |                               | Samen aangeschaft met Raven DDL. |                               |
| AeroVironment RQ-11B Raven    | Verenigde Staten              | Onbemand verkenningssysteem       | 70                            |                               | 22 Raven B NLD-varianten en 48 RQ-11B Raven DDL (Digital Data Link)-varianten met een sterk verbeterde motor, camera en verbeterde communicatiemiddelen.                                                                                          |                               |
| AeroVironment Wasp            | Verenigde Staten              | Onbemand verkenningssysteem       | 18                            |                               | Samen aangeschaft met Raven DDL. In gebruik bij het Joint ISTAR Commando en het Korps Commandotroepen. |                               |
| Boeing-Insitu Integrator      | Verenigde Staten              | Onbemand verkenningssysteem       | 6                             |                               | In 2017 contract ondertekend voor aanschaf 3 Integrator-systemen. Elk systeem bestaat uit 2 toestellen, sinds 2018 operationeel. Wordt ingezet bij het 107 Aerial Systems Battery van het Joint ISTAR Commando.                                   |                               |
| Boeing-Insitu ScanEagle       | Verenigde Staten              | Onbemand verkenningssysteem       | 12                            |                               | 1 grondsysteem analoog met 6 vliegtuigen, 2 grondsystemen digitaal met elk 3 vliegtuigen. De Scan Eagle wordt gefaseerd vervangen door drie Integrator systemen van elk twee toestellen.                                                          |                               |
| PD-100 Black Hornet           | Noorwegen                     | Onbemand micro-verkenningssysteem | 80                            |                               | In gebruik bij verkenningseenheden van de Koninklijke Landmacht. |                               |
| Onbemande grondvoertuigen     |                               |                                   |                               |                               | |                               |
| Milrem THeMIS                 | Nederland Estland             | Onbemand rupsvoertuig             | 6                             |                               | De onbemande THeMIS-rupsvoertuigen zijn samen aangekocht met Estland en zijn ondergebracht bij de RAS-eenheid (Robots en Autonome Systemen) van 13 Lichte Brigade. De THeMIS kan worden voorzien van een remote controlled weapon station (RCWS). |                               |
| Rheinmetall Mission Master    | Duitsland                     | Onbemand wielvoertuig             | 1                             |                               | Sinds 2020 één Mission Master in cargo-uitvoering in beproeving bij de RAS-eenheid, volledig elektrisch onbemand wielvoertuig. |                               |

## Kleinkaliber- en antitankwapens
| Naam                         | Herkomst                   | Type                       | Kaliber                           | Foto     | Opmerkingen |          |
| Pistolen                     | Pistolen                   | Pistolen                   | Pistolen                          | Pistolen | Pistolen | Pistolen |
| ---------------------------- | -------------------------- | -------------------------- | --------------------------------- | -------- | --- | -------- |
| Glock 17                     | Oostenrijk                 | Pistool                    | 9×19mm Parabellum                 |          | Standaard handvuurwapen binnen de gehele landmacht. Sinds 2017 stromen er krijgsmachtsbreed 16.300 nieuwe Glock 17 Gen 4-pistolen binnen. |          |
| Shotguns                     |                            |                            |                                   |          | |          |
| Mossberg M590                | Verenigde Staten           | Hagelgeweer                | Kaliber 12                        |          | Shotgun waarvan twee varianten in gebruik zijn: een gecamoufleerde uitvoering met kolf en de Mossberg met pistoolgrip en schuifkolf. Bedoeld voor oorlogvoering in de jungle en het uitschakelen van mensen of materieel op korte afstand. De M590 wordt ook ingezet voor het breachen, het openschieten van bijvoorbeeld deuren. 284 nieuwe shotguns geleverd in 2021.                                                     |          |
| Geweren                      |                            |                            |                                   |          | |          |
| Colt C7NLD                   | Canada                     | Aanvalsgeweer              | 5,56×45mm NAVO                    |          | Standaard aanvalsgeweer binnen de gehele landmacht. Vanaf 2009 zijn de C7’s gemodificeerd en uitgerust met onder andere een Aimpoint CompM4-richtkijker, een telescopische kolf, een aangepaste vuurregelaar en patroonhouderpal en een railsysteem. Ook is een nieuwe coating aangebrachten, en kan een handgreep met uitschuifbare tweepoot voor een stabielere liggende schietpositie worden bevestigd.                  |          |
| Karabijnen                   |                            |                            |                                   |          | |          |
| Colt C8NLD                   | Canada                     | Karabijn                   | 5,56×45mm NAVO                    |          | Standaard karabijn, met een kortere loop dan de C7, binnen de gehele landmacht. Vanaf 2007 voorzien van dezelfde modificaties als de C7. De C8's bieden meer bewegingsvrijheid bij optreden in verstedelijkt gebied en zijn in gebruik bij o.a. stafeenheden, parachutisteneenheden en overige specialistische eenheden. |          |
| HK416                        | Duitsland                  | Karabijn                   | 5,56×45mm NAVO                    |          | Standaard karabijn binnen het Korps Commandotroepen en de duikers van de verkenners van het Regiment Genietroepen. |          |
| SIG MCX                      | Verenigde Staten           | Karabijn                   | .300 AAC Blackout                 |          | In gebruik bij het Korps Commandotroepen, in de Virtus- en Rattler-varianten. |          |
| Scherpschuttersgeweren       |                            |                            |                                   |          | |          |
| HK417                        | Duitsland                  | Scherpschuttersgeweer      | 7,62×51mm NAVO                    |          | Scherpschuttersgeweer dat in gebruik is bij het Korps Commandotroepen en de sniper-groepen van de conventionele infanterie. |          |
| Accuracy International AWM   | Verenigd Koninkrijk        | Scherpschuttersgeweer      | .338 Lapua Magnum                 |          | Scherpschuttersgeweer dat landmachtbreed in gebruik is bij de sniper-groepen. |          |
| Accuracy International AXMC  | Verenigd Koninkrijk        | Scherpschuttersgeweer      | .338 Lapua Magnum .308 Winchester |          | Scherpschuttersgeweer dat landmachtbreed in gebruik is bij het sniper-groepen, opvolger van de Accuracy AWM. |          |
| Barret M82A1                 | Verenigde Staten           | Scherpschuttersgeweer      | .50 Browning Machine Gun          |          | Scherpschuttersgeweer (antimaterieel) dat landmachtbreed in gebruik is bij SLA-groepen. |          |
| Machinegeweren               |                            |                            |                                   |          | |          |
| FN Minimi                    | België                     | Licht machinegeweer        | 5,56×45mm NAVO                    |          | Bandgevoed licht machinegeweer dat in gebruik is binnen de infanterie-eenheden. Persoonlijk wapen, gebruikelijk twee Minimi's per sectie. |          |
| FN MAG                       | België                     | Middelzwaar machinegeweer  | 7,62×51mm NAVO                    |          | Bandgevoed middelzwaar machinegeweer dat in gebruik is binnen alle eenheden. Groepsbewapening, elke geweergroep kent één MAG-team, bestaande uit een schutter en een helper. Tevens in gebruik als boordwapen op verschillende voertuigen. Tussen 2016 en 2018 zijn er 2050 nieuwe exemplaren geleverd. |          |
| Browning M2                  | Verenigde Staten           | Zwaar machinegeweer        | .50 Browning Machine Gun          |          | Bandgevoed zwaar machinegeweer, ondersteuningswapen binnen infanteriepelotons. De .50 wordt geplaatst op grond- of voertuigaffuiten. Tussen 2016 en 2018 zijn er 840 nieuwe exemplaren geleverd. |          |
| Granaatwerpers               |                            |                            |                                   |          | |          |
| Heckler & Koch UGL           | Duitsland                  | Granaatwerper              | 40mm-granaat                      |          | Underslung granaatwerper die onder de C7-, C8- en HK416-aanvalsgeweren kan worden bevestigd. |          |
| M320 Grenade Launcher Module | Duitsland Verenigde Staten | Granaatwerper              | 40mm-granaat                      |          | In gebruik bij het Korps Commandotroepen. Amerikaanse variant van de H&K UGL, die door een uitklapbare voorgreep ook als stand-alone-wapen kan worden gebruikt. |          |
| Heckler & Koch AGW           | Duitsland                  | Automatische granaatwerper | 40mm-granaat                      |          | De AGW wordt voornamelijk als boordwapen op een ringaffuit gebruikt, maar is ook los inzetbaar; het wapen staat dan op een driepootaffuit. |          |
| Antitankwapens               |                            |                            |                                   |          | |          |
| M72 LAW                      | Verenigde Staten Noorwegen | Licht antitankwapen        | 66mm                              |          | In gebruik bij infanterie-eenheden, als eenmalig te gebruiken draagbare raketwerper. Voornamelijk bedoeld voor het bestrijden van pantservoertuigen, gevechtsopstellingen en technicals op zeer korte afstand. |          |
| Panzerfaust 3                | Duitsland                  | Antitankwapen              | 110mm                             |          | Landmachtbreed in gebruik, draagbaar terugstootloos antitankwapen. Het wapen vuurt verschillende soorten munitie gericht af, met het Dynarange-afvuursysteem tot een afstand van maximaal 600 meter. Het wapensysteem is geschikt tegen tanks, pantservoertuigen, versterkte opstellingen en (lichte) bunkers. Ook is het mogelijk om stil hangende helikopters onder vuur te nemen. Wordt vervangen door de Carl Gustav M4 |          |
| Carl Gustav M4               | Zweden                     | Antitankwapen              | 84mm                              |          | |          |
| Spike LR                     | Israël                     | Antitankwapen              | 130mm                             |          | Landmachtbreed in gebruik, antitankraket voor de middellangeafstand. Af te vuren vanaf een kleine 3-pootstandaard, naast gevechtstanks ook inzetbaar tegen andere zwaar gepantserde doelen. |          |
| Handgranaten                 |                            |                            |                                   |          | |          |
| Nr 330/331                   | Zwitserland                | Scherfhandgranaat          | 155g TNT                          |          | Standaard scherfhandgranaat, Nederlandse variant van de HG 85-granaat. |          |